# バーンホーン郡
座標: 北緯18度19分52秒 東経98度49分8秒 / 北緯18.33111度 東経98.81889度
バーンホーン郡（バーンホーンぐん）はタイ北部・ラムプーン県にある郡（アムプー）である。

## 名称
バーンホーンとは現地の方言で、「低湿な村」を意味する。

## 歴史
1917年、パーサーン郡から一部のタムボンが分離してバーンホーン分郡（キンアムプー）となった。1956年6月24日、分郡から郡（アムプー）に昇格した。

## 地理
リー川が形成した平地に郡の中心地はありその東西を山岳地帯が囲んでいる。郡内の重要な水源はピン川、リー川、ロープ川などである。
交通は北東から南に国道106号線が通っており、北にラムプーン方面、南にトゥーン方面とつながっている。

## 経済
郡内の主な産業は農業であり、主な作物はロンガン、ニンニク、アカワケギなどである。

## 行政区分
郡は5のタムボンに分かれ、さらにその下位に59の村（ムーバーン）がある。自治体（テーサバーン）があり、以下のようになっている。
- テーサバーンタムボン・バーンホーン・・・タムボン・バーンホーンの一部

また、郡内には5のタムボン行政体（オンカーンボーリハーンスワンタムボン）がある。
1. タムボン・バーンホーン・・・ตำบลบ้านโฮ่ง
2. タムボン・パープルー・・・ตำบลป่าพลู
3. タムボン・ラオヤーオ・・・ตำบลเหล่ายาว
4. タムボン・シーティア・・・ตำบลศรีเตี้ย
5. タムボン・ノーンプラーサワーイ・・・ตำบลหนองปลาสะวาย